# Генерал-лейтенант инженерно-технической службы
Генерал-лейтенант инженерно-технической службы — персональное воинское звание высшего офицерского состава инженерно-технической службы в Вооружённых Силах Союза ССР, в период с 1943 года по 1971 год.

## История
Персональное звание установлено постановлением Государственного комитета обороны СССР, от 4 февраля 1943 года, № 2822 «О введении персональных воинских званий инженерно-техническому, юридическому и административному составу Красной Армии» для инженерно-технического состава войск связи, инженерных, химических, железнодорожных, топографических войск.
После отмены в первой половине 1950-х годов воинских званий генерал-лейтенант инженерно-авиационной службы, генерал-лейтенант инженерно-артиллерийской службы, генерал-лейтенант инженерно-танковой службы и инженер-генерал-лейтенант оставлено в качестве воинского звания высших офицеров инженерных служб всех родов войск и спецвойск (лица, которым были присвоены упразднённые звания, стали считаться состоящими в воинском звании генерал-лейтенант инженерно-технической службы).
Воинские звания генералов служб (инженерно-технической, инженерно-артиллерийской, инженерно-танковой, инженерно-технической), включавшие в себя название соответствующей службы при значительном сходстве характера деятельности и выполняемых служебных обязанностей Уставом внутренней службы ВС СССР 1960 года, были сведены в одну — инженерно-техническую, которую включили в воинские звания генералов служб. Например, генерал-лейтенант инженерно-технической службы.
Указом Президиума Верховного Совета СССР от 18.11.1971 г. № 2319-VIII «О воинских званиях офицерского состава Вооруженных Сил СССР» из воинских званий генералов технической службы исключалось наименование службы (техническая), которое заменялось словом «инженер»: вместо звания генерал-лейтенант инженерно-технической службы введено звание генерал-лейтенант-инженер (в соответствии с постановлением Совета Министров СССР, от 18 ноября 1971 года, № 846 «Об утверждении Положения о прохождении воинской службы офицерским составом Вооруженных Сил СССР» генерал-лейтенанты инженерно-технической службы стали считаться состоящими в воинском звании генерал-лейтенант-инженер).
Указом Президиума Верховного Совета СССР от 26.04.1984 из воинских званий генералов родов войск и спецвойск (артиллерии, танковых войск, инженерных войск, войск связи и технических войск) исключалось наименование рода войск и спецвойск — таким образом звание унифицировалось с общеармейским генерал-лейтенант.

## Список генерал-лейтенантов инженерно-технической службы
В списке генерал-лейтенантов инженерно-технической службы представлены не все персоналии:
- Барковский, Евгений Никифорович
- Белюнов, Анатолий Николаевич
- Беляев, Сергей Дмитриевич
- Белянчев, Николай Петрович
- Благонравов, Александр Иванович
- Васильев, Анатолий Алексеевич
- Ветров, Александр Александрович
- Власов, Иван Федорович
- Волков, Всеволод Викторович
- Ворошилов, Пётр Климентьевич
- Гайдуков, Лев Михайлович
- Гордеев, Василий Андреевич
- Грачев, Федор Михайлович
- Григоренко, Михаил Георгиевич
- Гуреев, Иван Николаевич
- Дворкин, Зиновий Яковлевич
- Девяткин, Борис Александрович
- Деминов, Дмитрий Константинович, с 12 августа 1955 года.
- Деревянкин, Михаил Константинович
- Дробов, Серафим Алексеевич
- Духов, Николай Леонидович
- Елягин, Николай Васильевич
- Ефремов, Виктор Романович
- Желнов, Сергей Георгиевич
- Захаров, Никита Алексеевич
- Иващенко, Константин Васильевич
- Изюмов, Николай Михайлович
- Каминский, Петр Лукич
- Карпенко, Алексей Семенович
- Керимов, Керим Алиевич
- Кирилин, Георгий Сергеевич
- Кисунько, Григорий Васильевич
- Ковтун, Евгений Григорьевич
- Костин, Петр Трофимович
- Кремнев, Александр Федорович
- Круглов, Михаил Иванович
- Круглов, Михаил Михайлович
- Кувенев, Михаил Алексеевич
- Кузнецов, Николай Дмитриевич
- Курушин, Александр Александрович
- Лебедь, Иван Алексеевич
- Легасов, Геннадий Сергеевич
- Лобанов, Михаил Михайлович
- Майков, Евгений Иванович
- Максимов, Николай Александрович
- Махонин, Сергей Нестерович
- Мелкишев, Павел Петрович
- Мешков, Степан Иванович
- Мозжорин, Юрий Александрович
- Московченко, Николай Николаевич
- Мрыкин, Александр Григорьевич
- Мымрин, Михаил Григорьевич
- Овчинников, Михаил Николаевич
- Пачкин, Василий Алексеевич
- Первухин, Михаил Георгиевич
- Петров, Федор Федорович
- Радус-Зенькович, Алексей Викторович
- Ребров, Василий Иванович
- Рябов, Юрий Алексеевич
- Савельев, Константин Николаевич
- Семенов, Анатолий Иванович
- Слизнев, Виктор Поликарпович
- Смирницкий, Николай Николаевич
- Смирнов, Евгений Иванович
- Смирнов, Сергей Васильевич
- Соколов, Андрей Илларионович
- Соколов, Всеволод Сергеевич
- Степанов, Павел Андреевич
- Степанюк, Илларион Витальевич
- Строганов, Константин Арсеньевич
- Сугробов, Павел Иванович
- Терский, Ростислав Сергеевич
- Третьяков, Григорий Михайлович
- Тюлин, Георгий Александрович
- Федоров, Евгений Константинович
- Федяев, Николай Максимович
- Френкель, Нафталий Аронович
- Хадеев, Степан Петрович
- Харциев Николай Андреевич
- Хруничев, Михаил Васильевич
- Цыганков, Иван Семенович
- Чайка, Виктор Нестерович
- Чернорез, Виктор Андреевич, с 7 мая 1960 года.
- Чирков, Иван Васильевич
- Чувахин, Леонид Степанович
- Шалимов, Александр Васильевич
- Шапошников, Игорь Борисович
- Шелимов, Николай Павлович
- Щукин, Александр Николаевич
- Юрышев, Николай Николаевич